# Nanjō-gun
Nanjō (jap. 南条郡 Nanjō-gun) ist ein Landkreis in der Präfektur Fukui in Japan.
Er hat eine Fläche von 343,84 km², eine Einwohnerdichte von 35,69 Personen pro km² und insgesamt etwa 12.273 Einwohner. (Stand: 2005)

## Gemeinden
- Minami-Echizen